# Hank Williams
Hank Williams (17. september 1923 i Alabama – 1. januar 1953 i West Virginia) var en amerikansk countrymusiker og sangskriver. Han voksede op i fattigdom med en far der var veteran fra 1. verdenskrig og på grund af krigsskader ofte var indlagt. Hans musikalske baggrund var oldtimemusikken og de farvedes blues, som han hørte gademusikerne fremføre overalt. Han blev efter sigende gode venner med en af dem, Rufus Payne, med øgenavnet Tee-Tot, hvis indflydelse har givet Hanks sange et bluespræg.
Han begyndte i en tidlig alder at drikke alkohol og senere at tage stoffer. Som sekstenårig forlod han skolen og rejste rundt med sit band Drifting Cowboys, og han opnåede en stor lokal popularitet. I 1943 mødte han Audrey Shephard der blev hans manager, og han blev gift med hende året efter. Det var ikke et lykkeligt ægteskab, og hans mange sange om ulykkelig kærlighed er tydeligt inspireret af dette. Hun havde store ambitioner på hans vegne, og i 1946 fik hun et møde i stand med musikforlæggeren Fred Rose i Nashville. Han anerkendte, at det var et stort talent han nu havde her, og han sørgede for at han fik indspillet og udgivet plader. Han fik snart det ene hit efter det andet, betegnende hed en af dem "Lovesick Blues," for er der noget der er hovedtemaet hos ham, så er det længslen efter kærlighed.
Hans karriere fik mange afbrydelser på grund af hans misbrugsproblemer, men han kom altid tilbage med et hit.
I 1952 gik han på afvænning og der blev nu planlagt et større comeback for ham. Den første come-back koncert var planlagt til nytårsdag 1953, men på vej i bil til denne koncert tog et hjertestop livet af ham.
Han er en af de betydeligste kunstnere indenfor den countrystil, der kaldes honky-tonk og blandt hans mest kendte sange er "Honky Tonk Blues", "Your Cheatin' Heart" og "I'm So Lonesome I Could Cry".